# Intruders (série télévisée)
Pour les articles homonymes, voir Intruders.
Intruders est une série télévisée américano-britannique créée par Glen Morgan et diffusée du 23 août 2014 au 11 octobre 2014 sur BBC America, et depuis le 27 octobre 2014 sur BBC Two.
En France, la série a été diffusée sur la chaine OCS Choc à compter du 4 janvier 2015. Néanmoins, elle reste inédite dans tous les autres pays francophones.

## Synopsis
Dans le Nord-Ouest du Pacifique, des événements étranges, et apparemment sans aucun rapport, commencent à se produire. Plusieurs mystères se mêlent et révèlent un complot qui changera à jamais notre compréhension de la nature humaine. Jack Whelan, un flic de Los Angeles devenu écrivain a échappé à un passé sombre et violent pour une vie apparemment tranquille avec sa femme, Amy. Quand Amy disparaît, Jack se plonge dans une enquête qui l'oblige à affronter les erreurs de son passé et à réexaminer les fondements mêmes sur lesquels il a construit sa vie.

## Fiche technique
- Titre original : Intruders
- Création : Glen Morgan
- Réalisation : Eduardo Sánchez (épisodes 1 à 4) ; Daniel Stamm (épisodes 5 à 8)
- Composition : Bear McCreary

## Distribution
- John Simm (VF : Franck Dacquin) : Jack Whelan
- Mira Sorvino : Amy Whelan / Rose
- Tory Kittles : Gary Fischer
- James Frain : Richard Shepherd
- Millie Bobby Brown (VF : Clara Soares) : Madison / Marcus Fox

## Épisodes
1. Elle était provisoire (She Was Provisional)
2. Et maintenant... On écoute (And Here... You Must Listen)
3. Le Jour est venu (Time Has Come Today)
4. Ave Verum Corpus (Ave Verum Corpus)
5. Chasse au tueur (The Shepherds and the Fox)
6. Piégé (Bound)
7. De l'autre côté (The Crossing Place)
8. Il n'y a pas de fin (There Is No End)

En raison des audiences insatisfaisantes, la chaine BBC America a annulé la série.